# راه بی‌بازگشت
راه بی‌بازگشت (به انگلیسی: No Road Back) یک فیلم سینمایی جنایی بریتانیایی به کارگردانی مونتگومری تالی محصول سال ۱۹۵۷ است.
این فیلم اولین نقش قابل توجه برای آینده بازیگری ستاره سینما شان کانری است. کانری در این فیلم یک گانگستر است.

## بازیگران
- از هومیر در نقش جان ریلتون بگذرید
- پل کارپنتر در نقش کلم هیز
- پاتریشیا داینتون در نقش بث
- نورمن وولند در نقش بازرس هریس
- مارگارت راولینگز در نقش خانم ریلتون
- النور سامرفیلد در نقش مارگریت
- آلفی بیس در نقش راج هاروی
- شان کانری در نقش اسپایک
- فیلیپ رِی